# Сидоров, Александр Иванович (фотограф)
Алекса́ндр Ива́нович Си́доров (А́лик Си́доров, 18 августа 1941, Москва — 21 декабря 2008, Москва) — издатель, редактор, фотограф, легендарная фигура  неофициальной советской и российский культуры.
Один из основателей, составителей и соредакторов  (вместе с Игорем Шелковским) журнала современного искусства «А-Я», Литературного издания «А-Я», учредитель «Общества «А-Я» и издательского дома «А-Я», издательства PentaGraphic, студии ALANSYDD. Сыграл одну из главных ролей в популяризации советского андеграунда (и прежде всего, московского концептуализма) в Европе и Америке в конце 1970-х-середине 1980-х. Способствовал обретению статуса звезд для многих художников советского андеграунда в том числе  Ильи Кабакова,  Эрика Булатова,  Олега Васильева,   Ивана Чуйкова,    Риммы и Валерия Герловиных,  Комара & Меламида,  Франсиско Инфанте,  Бориса Орлова,  Константина Звездочётова, Александра Косолапова, Леонида Сокова и других. Был членом редколлегии журнала «Вестник новой литературы», издателем знаковых книг, в том числе  «Стихограммы» Д.А. Пригова, сборник карикатур В. Сысоева, «Как быть свидетелем» В. Альбрехта, альманах «Шинель Пушкина».

## Детство, юность
Родился в Москве и большую часть жизни прожил в двух комнатах шестикомнатной коммуналки на улице Жуковского, недалеко от кинотеатра Колизей на Чистых Прудах, в который потом переехал театр  Современник. До революции квартира принадлежала его деду, впоследствии начальнику московского паспортного стола. Среди соседей по коммунальной квартире о. Глеб Якунин, в брежневские времена отправленный в лагеря за правозащитную деятельность, церковный писатель и диссидент Анатолий Краснов-Левитин, Галина Л. Орлеанская, помогавшая своим соседям прятать вещи, книги и документы во время обысков  КГБ.
В юности учился в музыкальном училище им. Гнесиных по классу скрипки, однако из-за травмы руки вынужден был переключиться на классическую гитару, уже без профессиональных перспектив. Вместе с отцом-геодезистом ездил по экспедициям – в том числе на Аральское море,  Мангышлак,  Устюрт. Не получив высшего образования, попал в армию, потом поступил во ВГИК на операторское отделение. Не закончив курса, пошел в начале 60-х работать оператором на Центральном телевидении. Объездил весь СССР, снимал бои у Жаланашколь в Джунгарских воротах на советско-китайской границе, в других опасных или трудно доступных местах. Впоследствии, чтобы заработать на издание журнала, снимал для  BBC и других западных СМИ.
С художественной средой познакомился через старшего брата по матери, Виктора Левошина. Это были полуподпольные неофициальные художники Фёдор Семёнов-Амурский, Анатолий Зверев, Василий Ситников. Тогда же начал делать для художников слайды их картин, снимал скульптуру, для заработка занимался реставрацией и изготовлением ювелирных вещей для Московской патриархи.

## Журнал А-Я
Идея журнала, посвященного современному русскому андеграунду, обсуждалась давно, но воплотилась в рамках переписки с одним из ближайших друзей, скульптором Игорем Шелковским, который в 1976 эмигрировал во  Францию. Шелковской, обнаруживший, что о современном советском авангарде на Западе ничего неизвестно, предложил выпускать во Франции открытки с репродукциями работ независимых художников из Советского Союза. Но после беседы с табачным фабрикантом и коллекционером из Швейцарии Жаком Мелконяном, согласившимся дать первые деньги на проект Шелковского-Сидорова, было решено выпускать двуязычный иллюстрированный журнал о современном русском искусстве.
Уже первый номер журнала «А-Я», выпущенный тиражом 7 тыс. экземпляров (в дальнейшем 3 тыс. экз.) произвёл в фурор в культурной и художественной сферах стран Запада. Он открыл для специалистов и широкой публики неизвестное им современное советское и русское актуальное искусство, которое впоследствии долгие годы безраздельно доминировало на ведущих мировых выставочных площадках и аукционах. Качественная цветная печать, русский текст изначально сопровождался параллельным текстом на английском языке (один из последних номеров имел приложение и на французском). Самым же существенным представлялся язык, моментально узнанный и принятый западной аудиторией, как язык информационный и аналитический, полностью лишенный оценочных и рекламных коннотаций.
Н. Приходько, искусствовед, исследователь культуры:

Журнал «А-Я» представляет собой уникальное явление, возникшее в рамках неофициальной культуры, значение которого значительно превосходило обычное периодическое издание по искусству.

Издавался журнал в Париже Шелковским, а собирал все материалы номеров, заказывал и редактировал статьи, снимал слайды картин А. Сидоров (выступавший в журнале под псевдонимом Алексей Алексеев). Он же придумал название журнала, носившее расширительное значение как будущая энциклопедия, в рамках концепции которой журнал им и замысливался.
Александр (Алик) Сидоров, соредактор журнала «А-Я»:

Когда мы придумывали название будущего журнала, я исписал целую тетрадку в девяносто шесть страниц, в которую записывал варианты... В названии «А-Я» есть маленькая хитрость, которую знаю только я. Была у меня мечта — создать собственное издательство, публикующее не только журнал, но и некую справочную литературу. Знаете ли вы, что до сегодняшнего дня не существует биографического русского словаря… И вот была идея, получив опыт в издании журнала, перейти к изданию подобного словаря.
Жак Мелконян, меценат, предприниматель, коллекционер:

После долгих обсуждений, какое название дать журналу, мы приняли предложение Алика (с нами еще была Римма Герловина), и в знак всеобщего согласия расписались на моей визитке.

Основное редактирование статей авторов и работу с ними также осуществлял именно Сидоров, Шелковский лишь по необходимости сокращал некоторые тексты, если они физически не помещались в макет. Но дизайн и окончательная композиция номера также входила в прерогативы парижского редактора.
Среди постоянных авторов журнала Борис Гройс, Виталий Пацюков, Игорь Голомшток, Виктор и Маргарита Тупицины, Евгений Барабанов, Виктор Кривулин, Елена Мурина и др. Московский редактор, сразу после выхода первого номера подвергался неослабевающему давлению со стороны органов КГБ, в квартире на Жуковского (а также на квартире жены Лиды в Отрадном, где была мастерская) проводились многочисленные обыски с изъятием аппаратуры и подготовительных материалов. Среди курьезов: во время одного из обысков (не найдя ничего заслуживающего внимания) был изъят токарный станок, используемый для работы с ювелирными изделиями. 
Игорь Шелковский, скульптор, издатель и соредактор журнала «А-Я»:

А в Москве с художниками и критиками общался Алик Сидоров, который присылал мне материалы. У него положение было и легче, и тяжелее моего: с одной стороны, кругом были друзья и доброжелатели, а с другой стороны — КГБ, слежка и если не аресты, то обыски и допросы.
Тем не менее, журнал просуществовал с 1979 по 1986 (когда его издание посчитали уже ненужным), вышло 8 номеров, были опубликованы статьи о 108 художниках. Ряд статей стал впоследствии каноническими, как статья Б. Гройса «Московский романтический концептуализм». Эта статья на самом деле впервые была напечатана в ленинградском самиздатском журнале «37», но в результате редактуры была сокращена более, чем наполовину и видоизменена.
Александр (Алик) Сидоров, соредактор журнала «А-Я»:

Вообще-то я лишь дважды позволил себе серьезно вмешаться в тексты авторов. Первый — по сути, программный̆ текст — был написан, на мой взгляд, языком неоправданно усложненным, вносившим в статью некую терминологическую, понятийную путаницу... Второй текст содержал пространные религиозно-философские рассуждения, на мой взгляд, мало относящиеся к рассматриваемой в статье проблеме. Я не мог согласиться подверстать идеологию «А-Я» под идеологию дружественного... художнику философа. Эта философия журнал погубила бы тут же. Этими исправлениями и был институализирован язык «А-Я», — новый язык описания, который, надо сказать, потом прижился.
Материалы на Запад переправлялись через западных дипломатов, среди них французский торговый атташе и коллекционер Кирилл Махров, норвежский военно-морской атташе Хуго Овергорд и его жена Берет, десятки добровольных помощников, которые, в отличие от дипломатов, не обладали неприкосновенностью и подлежали досмотру на границе. В процессе издания журнала из Москвы в Париж было отправлено в общей сложности восемнадцать тысяч «единиц» — фотографий, слайдов, текстов, возможно, даже и оригинальных рисунков. Из них до Игоря Шелковского, парижского редактора, дошло, по его словам, не более пятой части.
Анна Толстова, искусствовед, арт-критик:

Все же самая большая и значимая часть журнала делалась в Москве. Материалы переправлялись за «железный занавес» самыми разными путями, чаще всего — через дружественных славистов; добрая половина подготовленного к публикации терялась по дороге, и тем удивительнее выглядят вышедшие номера — они оставляют впечатление такой целостности и продуманности, как будто бы Шелковский с Сидоровым ежедневно часами висели на телефоне, обсуждая редактуру и верстку, а не вели тайную, партизанскую переписку, порой не получая ответов на письма месяцами и сетуя на утрату секретных «посылок» со слайдами.

Среди других масштабных проектов Сидорова – перевозка в СССР миллионов экземпляров Библий, что было сначала филантропической затеей, а затем помогало находить деньги на издание «А-Я» и книг при нем. Последним изданием стал «Литературный «А-Я», где были публикации и статьи о Д.А. Пригове, В. Сорокине, Б. Кудрякове,  Е. Харитонове, Вс. Некрасове, Э. Лимонове, статьи Т. Горичевой, Н. Климонтовича и М. Берга.

## После А-Я
Перестройка, отмена цензуры и, главное, быстро нарастающая слава героев статей журнала сделали выпуск «А-Я» избыточным. Дальнейшие проекты Сидорова продолжали быть масштабными по замыслам: это учреждение общества «А-Я» (которое поучаствовало в создании ряда знаковых структур, в частности «Ассоциации "Новая литература"» и журнала «Вестник новой литературы»), студии ALANSYDD с уникальным - по крайней мере, для Восточной Европы - техническим оснащением, собственный многолетний фотографический проект, в котором особое место занимают ландшафтные фотографии, выполненные в высоком и трудно представимом для середины 1980-х разрешении. Съемки проходили в родных для жены Сидорова Лиды местах на стыке Псковской, Тверской и Смоленской областей, на реках Мёжа и Обша, в норвежской провинции Финнмарк, но, прежде всего, в  Киммерии, в живописной части Крыма между Карадагом и Старым Крымом. 
Валерий Зеленский, психолог, философ, краевед: 

Алик Сидоров — фигура для отечественной культуры легендарная. Он не только фотограф, но издатель и коллекционер. C 1979 по 1986 год он вместе с художником Игорем Шелковским был редактором журнала «А-Я», первого периодического издания по современному (тогда неофициальному) советскому искусству. Игорь Шелковский работал над этим в Париже, а Алик Сидоров курировал процесс с московской стороны. И, чтобы передохнуть от напряжения, которым сопровождалась работа над подпольным журналом, он несколько лет подряд (с 1981 по 1985) в сентябре уезжал в Крым, полностью посвящая себя фотографии. Результатом этих путешествий стала серия из 1500 снимков южной природы, которая была названа «Киммерия».
Незадолго до смерти прошли две выставки его фотографических работ в Государственном музее фотографии (2006) и в музее «Другое искусство» (2007).
В 2004 Министерство культуры России финансировало издание репринта всего комплекта «А-Я». Издательство НЛО выпустило в двух томах на 1300 страницах переписку двух редакторов «А-Я» между собой и с художниками.
Милена Орлова, искусствовед, художественный	 критик:

Вторым издателем, о котором нередко и незаслуженно забывают, был Александр Сидоров (в журнале в целях конспирации он фигурировал как Алексей Алексеев), который сильно рисковал, собирая материалы в Москве и нелегально переправляя их через границу. По складу характера Сидоров был настоящим независимым продюсером, но такой профессии в СССР не существовало, поэтому он зарабатывал на жизнь разными способами, в частности как фотограф. 
Александр Горянин, писатель, переводчик, сценарист:

Когда в конце 80-х цензура рухнула и интерес к вышедшему на дневной свет художественному подполью резко вырос, я ждал, что Алик станет любимым героем пишущих о «русском романтическом концептуализме», «неофициальном искусстве» и тому подобном. Но не стал. И по сей день в интервью действующих лиц этого направления (интервью, правда, берут у немногих и всегда у одних и тех же) имя Алика не звучит почти никогда. Даже при упоминании журнала «А–Я». Звучит имя Игоря Шелковского, что, разумеется, справедливо. Но не Александра Сидорова. Это как если бы историки МХАТа писали только о Станиславском, не упоминая Немировича-Данченко. Или наоборот.

В 2008 в рамках презентации фотостудии ALANSYDD представил разработанную им универсальную фотокамеру ультра-большого формата 24х24 дюйма (60х60 см). Это было последним появлением на публике. 
Умер 21 декабря 2008 года после болезни.
Михаил Берг, писатель, философ, культуролог:

Он сделал для русской культуры не меньше, чем Солженицын, хотя не написал ни слова; больше, чем Твардовский с его «Новым миром», потому что связал свое имя с журналом не менее известным. И был при этом мужественным и несгибаемым, вообще не гнущимся человеком нового времени. Поэтому сделал для славы русской культуры больше, чем вся советская культура, вместе взятая за полвека: он вывел на мировую сцену тех и именно тех художников, поэтов, писателей, критиков, которые сегодня известны хрестоматийно. 

## Характер
Был изумительным рассказчиком, создававшим из историй своей жизни законченные сюжеты, почти всегда парадоксальные, подчас анекдотические, неизменно забавные. Но не хотел их записывать, почитая это лишь факультативными подробностями быта и общения.
Был гурманом и хлебосольным хозяином, его открытый дом стал прибежищем на протяжении десятилетий для многих друзей, приятелей и знакомых. Почти всегда на столе присутствовали редкие блюда, до которых была мастером Лида, и обилие спиртного. Алик мог выпить очень много, но почти не хмелел. Натура была сложносочиненной, включая в себя удивительную стойкость и бесстрашие, неумение отступать и всегда ставить перед собой цели, казавшиеся окружающим неосуществимыми. Он вообще был генератором великих идей, ему нравилось строить и осуществлять непредставимое, хотя окружающие по большей части лишь демпфировали его неукротимую энергию и мало соответствовали замыслам.
Галина Ельшевская искусствовед, историк искусства, критик:

этот «героический» аспект бытования журнала, связанный с вероятными опасностями его «хранения и распространения», а тем более участия, и с общего вида транслируемым «образом свободы», и тогда и теперь являлся самым очевидным.

В общении мог быть и изысканно деликатным, но и резким, в зависимости от обстоятельств, очень любил дочь, пытался уберечь ее от всего советского, предпочитал домашнее образование, когда это было возможно, но уберечь от всего был не в состоянии.
Один из самых уникальных русских людей. Человек-оркестр.

## Семья
Бабушка по материнской линии (девичья фамилия Адамович) была из литовских татар. Перед Первой мировой отправилась учиться в мусульманскую академию в Александрию, но после Брестского мира вернулась в Москву, где вышла замуж за православного. Уже в 1946 году, оставшись вдовой, она вернулась в родные для нее места в Белоруссии, на границе с Литвой, где в детстве Алик не раз проводил у бабки целое лето.
Единственная жена Лида, дочь Анна.
От многолетних отношений с Катей Климонтович, сестрой писателя Николая Климонтовича, - сын Иван.

## Выставки
- «Киммерия: по ту сторону ландшафта» в Государственном центре фотографии/ 2006
- Фотография Алика Сидорова в Музее «Другое искусство»/ 2007

## Работы
- Галерея фотографий на сайте Студии ALANSYDD